# Ponyo na litici uz more
Ponyo na litici uz more (jap. Gake no ue no Ponyo) dječji je anime film fantastike iz 2008. godine koji je režirao Hayao Miyazaki, a kojemu je to deseti animirani dugometražni film.
Glasove u engleskoj verziji filma posudili su Cate Blanchett, Noah Cyrus, Matt Damon, Frankie Jonas, Tina Fey i Liam Neeson. Producirao ga je Toshio Suzuki.

## Glumci
- Yuria Nara - Ponyo
- Hiroki Doi - Sosuke
- Jôji Tokoro - Fujimoto
- Tomoko Yamaguchi - Lisa
- Yuki Amani - Grandmammare
- Kazushige Nagashima - Yoiči
- Akiko Yano - Ponyova sestra
- Shinichi Hatori - reporter
- Tokie Hidari - Kayo
- Emi Hiraoka - Kumiko
- Rumi Hîragi - mlada majka
- Tomoko Naraoka - Yoši
- Nozomi Ohashi - Karen
- Kazuko Yoshiyuki - Toki

## Vanjske poveznice
- Ponyo na litici uz more u internetskoj bazi filmova IMDb-a